# Sable chaud à gogo
Sable chaud à gogo est le vingt-et-unième album de la série de bande dessinée Les Simpson, sorti le 17 avril 2013, par les éditions Jungle. Il contient deux histoires : Retraite anticipée et Le rire est le pire des remèdes.